# Санкт Михаелисдон
Санкт Михаелисдон (њем. Sankt Michaelisdonn) општина је у њемачкој савезној држави Шлезвиг-Холштајн. Једно је од 115 општинских средишта округа Дитмаршен. Према процјени из 2010. у општини је живјело 3.626 становника. Посједује регионалну шифру (AGS) 1051097, NUTS (DEF05) и LOCODE (DE SMI) код.

## Географски и демографски подаци
Санкт Михаелисдон се налази у савезној држави Шлезвиг-Холштајн у округу Дитмаршен. Општина се налази на надморској висини од 3 метра. Површина општине износи 23,1 km². У самом мјесту је, према процјени из 2010. године, живјело 3.626 становника. Просјечна густина становништва износи 157 становника/km².